# Yūsuke Hirose
Yūsuke Hirose (広瀬友祐, Hirose Yūsuke, né le 14 octobre 1985, à Tokyo, Japon) est un acteur et chanteur japonais principalement actif dans le domaine de la comédie musicale.

## Biographie
Après plusieurs rôles secondaires sur la scène musicale, Yūsuke Hirose est remarqué pour son interprétation d'Axel de Fersen dans la production nippone de 1789. Cette vision du Comte, figure extrêmement populaire au Japon et inédite dans la version française originale, est bien reçue par le public. Il tient le rôle par deux fois, en 2016 et 2018. 
L'année suivante, il est sélectionné pour camper Tybalt Capulet dans Roméo et Juliette. Il juge l'antihéros plus facile à incarner que Fersen : « Lorsque vous jouez un rôle inhabituel comme celui d'un aristocrate, vous devez changer votre état d'esprit au quotidien [...]. Un rôle comme Tybalt a un sex-appeal chaotique... Ce n'est pas un homme rigide, donc je suppose qu'il est plus facile à jouer dans ce sens ». Le personnage, qu'il joue en alternance avec Daisuke Watanabe, renforce sa notoriété naissante. 
En 2019, le metteur en scène et comédien principal Yū Shirota le choisit pour incarner le Comte de Chandon, rival romantique d'Erik, dans Phantom. 
Courant 2022, lors de la trentième édition des Yomiuri Theatre Awards, il décroche le prix du meilleur acteur pour son interprétation de Trevor Graydon dans Thoroughly Modern Millie. La comédie musicale, inspirée du film éponyme, devrait connaître un revival d'ici fin 2024.
Toujours 2022, il s'illustre avec le duo Chikyū Gorgeous pour le revival de leur production Claudia. Il y figure aux côtés de Shōma Kai, Takurō Ōno et Sōichi Hirama, ces deux derniers comptant parmi ses costars sur Roméo et Juliette.
En 2023, il est à l'affiche d'une pièce musicale réputée pour sa difficulté, Thrill Me. L'œuvre, centrée sur l'histoire d'amour autodestructrice du tandem meurtrier Nathan Leopold/Richard Loeb, compte seulement deux acteurs principaux, un pianiste et une mise en scène minimaliste. Il retrouve ainsi Matsuya Onoe, avec lequel il avait collaboré sur Elisabeth.
En 2025, il s'essaie au théâtre classique avec Macbeth, où il tient le rôle de Macduff face au couple meurtrier formé par Tatsuya Fujiwara (Macbeth) et Tao Tsuchiya (Lady Macbeth). La même année, il campe l'un des personnages principaux du second revival japonais de Mata Hari : il y incarne l'antagoniste Georges Ladoux, en alternance avec Kazuki Katō. En parallèle, il est également annoncé au casting de Wild Grey ; cette biographie musicale et romancée se centre sur la relation entre Oscar Wilde (Hirose), Robert Ross (Sōichi Hirama) et Alfred Douglas (Kōhei Fukuyama). 

## Vie privée
En 2023, il épouse Rion Misaki, une ancienne membre de la revue Takarazuka, sa partenaire de Thoroughly Modern Millie.

## Scénographie partielle
- 2008 - 2010 : Tenimyu : Gin Ishida
  - The Treasure Match Shitenpoji feat. Hyotei (décembre 2008 - janvier 2009)
  - Dream Live 6 (mai 2009)
  - Le match final Rikkai feat. Shitenpoji (décembre 2008 - janvier 2009)
  - Dream Live 7 (mai 2010)
- 2014 / 2015 : Black Butler : Charles Phipps
  - Lycoris that Blazes the Earth (地に燃えるリコリス) : version originale
  - Lycoris that Blazes the Earth (地に燃えるリコリス) : revival
- 2015 - 2016 : Elisabeth : Stefan
- 2016 / 2018 : 1789 -バスティーユの恋人たち- : Le Comte Axel de Fersen
- 2017 / 2019 : Roméo et Juliette : Tybalt Capulet
- 2017 - 2018 : Un violon sur le toit : Perchik, l'étudiant révolutionnaire
- 2019 : Phantom : Le Comte Philip Chandon
- 2020 : West Side Story : Bernardo
- 2020 : Flashdance : Nick Hurley
- 2022 : Into the Woods : Le Prince
- 2022 : Claudia : Hikozo
- 2022 / 2024 : Thoroughly Modern Millie : Trevor Graydon
- 2023 : Thrill Me : Lui
- 2024 : JoJo's Bizarre Adventure ~ Phantom Blood : Will Anthonio Zeppeli
- 2025 : Macbeth : Macduff
- 2025 : Mata Hari : Georges Ladoux
- 2025 : Wild Grey : Oscar Wilde